# 博讷沃勒普里约雷
博讷沃勒普里约雷（法語：Bonnevaux-le-Prieuré，法語發音：[bɔnvo lə pʁijœʁe]）是法国杜省的一个旧市镇，属于贝桑松区。2016年1月1日，博讷沃勒普里约雷与市镇奥尔南合并为新的奥尔南。

## 地理
博讷沃勒普里约雷（47°8'1"N, 6°10'9"E）面积3.08 平方千米，位于法国勃艮第-弗朗什-孔泰大區杜省，该省份为法国东部内陆省份，北起上索恩省，西接汝拉省，东部及东南部与瑞士接壤，东北部与贝尔福地区省接壤。
与博讷沃勒普里约雷接壤的市镇（或旧市镇、城区）包括：富什朗、奥尔南、索勒。

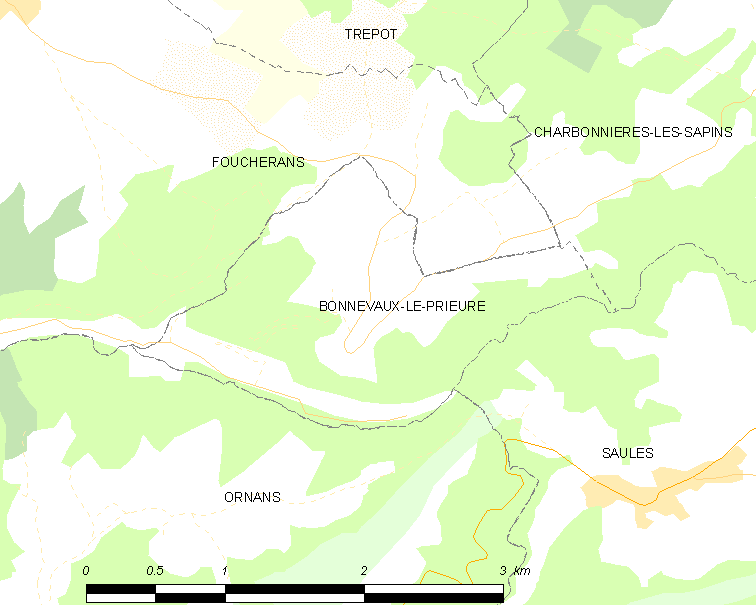
博讷沃勒普里约雷的OSM定位图

博讷沃勒普里约雷的时区为UTC+01:00、UTC+02:00（夏令时）。

## 行政
博讷沃勒普里约雷的邮政编码为25620，INSEE市镇编码为25076。

## 政治
博讷沃勒普里约雷所属的省级选区为奥尔南县。

## 人口

1962-2008年间博讷沃勒普里约雷人口变化图示

博讷沃勒普里约雷于2018年1月1日时的人口数量为118人。